# 컴퍼니 오브 히어로즈 2
《컴퍼니 오브 히어로즈 2》(이하 COH 2)는 렐릭 엔터테인먼트가 개발한 실시간 전략 시뮬레이션 게임이다. COH 2는 2013년 6월 25일 출시되었다.
COH 2의 캠페인은 자신의 영토를 침범한 독일군과 맞서 싸운다는 소련군의 스토리이다. 그렇기에 실제로 많이 유명했던 소련군의 병기들이 등장하며 배경이 동부 전선으로 옮겨졌음으로 새로운 적인 추위와도 싸워야 한다. 플레이어는 이제 전작인 컴퍼니 오브 히어로즈보다도 더 많은 적들과 싸워야 한다. 환경과 적군으로부터 말이다.

## 게임 개요

### 전체적인 특징
컴퍼니 오브 히어로즈 2에 들어서 렐릭 엔터테인먼트가 신경쓴 점은 바로 현실적인 부분이었다. 그렇기에 렐릭 엔터테인먼트는 에센스 3.0 엔진을 개발하고 콜드데크나 트루사이트 시스템을 추가하였다. 이런 시스템 덕분에 게임은 좀 더 어려워지지만 그 덕분에 새로운 재미를 느낄 수 있게 되었다.

### 새로운 점
콜드데크(ColdTech)
- 물이 얼어붙는 온도의 동부 전선을 재현하기 위해서 이 시스템을 사용했는데 예를 들면 영하의 추위 때문에 모닥불이나 건물 안에 주둔하지 않으면 보병들이 얼어 죽는다던가 눈이 너무 쌓여서 전차나 보병의 움직임이 느려진다든가 흔적을 남겨서 적이 이동 경로를 알아차릴 수 있고 강물이 얼어붙어서 유닛들이 그 위를 지나가고 그 위에 화염병, 포탄을 쏘아서 강 밑으로 유닛들을 빠트릴 수 있다. 그리고 현실과 같이 게임에서 새로 내린 눈은 흔적을 지우고, 깨진 얼음은 시간이 지남에 따라서 서서히 얼어붙는다.

트루사이트(TrueSight)
- 트루사이트 시스템은 보다 더 현실적인 게임을 위하여 접목시킨 것이다. 트루사이트는 자신의 아군 유닛이 보이지 않는 곳이라면 플레이어에게도 보이지 않는 시스템으로서 예를 들면 아군이 벽 뒤의 사람이나 물건을 볼 수 없듯이 벽 뒤에 적군이 있어도 보병이 보지 못한다면 플레이어도 볼 수 없는 식의 시스템이다. 하지만 소련 보병들의 조명탄 지뢰나 저격수, 정찰 유닛 등의 조명탄은 트루사이트에 관계없이 시야를 밝혀준다.

새로운 진영
- 소련군이 새로 등장한다. 이들은 영토를 침범한 독일군에 맞서 싸운다. 확장팩 웨스턴 프론트 아미즈에서는 서부전선의 독일군이 미군에 맞서는 진영으로 등장한다.

에센스 3.0 엔진
- 강화된 엔진으로 인해서 그래픽과 게임 효과 등이 보다 업그레이드 되었다. 그렇기에 컴퍼니 오브 히어로즈 2에서 기획한 현실적인 게임에 관한 기준을 채울 수 있게 되었다.

## 확장팩
미군과 서부독일군 플레이가 가능한 웨스턴 프론트 아미즈가 출시되고 지금은 미군의 벌지전투를 배경으로 한 후속작 아르덴어썰트가 판매중이다. 그리고 이듬해 대영제국군 진영이 새로 추가되었다.

## 평가
| 평가 |        |
| --- | ------ |
| 통합 점수 통합사 점수 메타크리틱 80/100 [ 1 ] 평론 점수 평론사 점수 게임스팟 7.5/10 [ 2 ] IGN 8.4/10 [ 3 ] PC 게이머 (US) 8/10 [ 4 ] 폴리곤 7/10 [ 5 ] |        |
| 통합 점수 |        |
| 통합사 | 점수   |
| 메타크리틱 | 80/100 |
| 평론 점수 |        |
| 평론사 | 점수   |
| 게임스팟 | 7.5/10 |
| IGN | 8.4/10 |
| PC 게이머 (US) | 8/10   |
| 폴리곤 | 7/10   |